# Pehuajó (partido)
Pour la ville, voir Pehuajó.
Pehuajó est un partido (arrondissement) de la province de Buenos Aires fondée en 1889 dont la capitale est Pehuajó.

## Villes et localités
- Juan José Paso
- Pehuajó (chef-lieu)